# Альбуччо, Джузеппе Антонио
Джузеппе Антонио Альбуччо (* 1720 в Кливио, Италия ; † 1776 там же. Также известен как Альбуцци (о), Альбузи (о), Альбути (о) или Альберичи), итальянский штукатур эпохи барокко, который прославился благодаря своей изысканной лепнине, работая над строительными проектами. курфюрста Карла Теодора. 

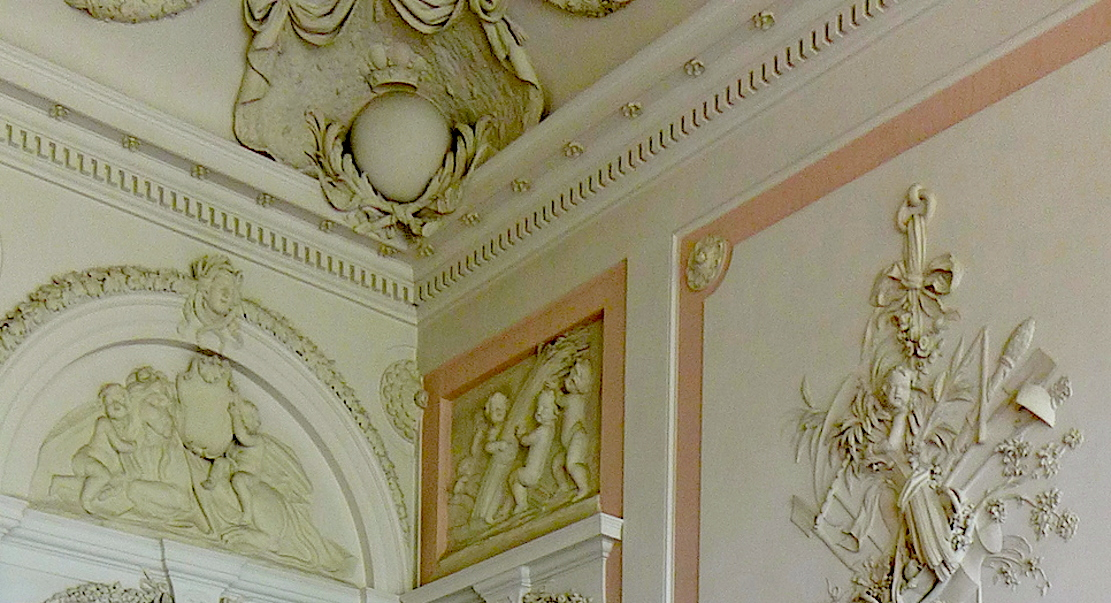
Лепнина во дворце Бенрат (Дюссельдорф) работы Джузеппе Альбуччо.

## Биография
Джузеппе Антонио Альбуччо родился в итальянском Кливио, где Дворец Альбуцци является местной достопримечательностью. Всё, что известно о его семейных узах, это то, что он был связан с братьями Филиппо, Пьетро Натале и Паоло Лафранчини .  До своей смерти в 1776 году он занимал должность придворного штукатура в Пфальцской службе. Его преемником стал Иосиф Антон Поцци . 

## Работы
Профессиональный путь Альбуччо можно проследить через работы, которые ему поручались. Как он приехал в Германию из Италии, неизвестно. В любом случае он создал свою самую раннюю документированную лепнину в вюртембергском Эльвангене в 1748 году, где он, вероятно, встретил Бальтазара Неймана, когда строил ратушу. Все другие работы, созданные им между 1753 и 1762 годами, основаны исключительно на сотрудничестве с барочными архитекторами Пфальца Николасом де Пигажем и Францем Вильгельмом Рабалиатти, которые планировали и строили многочисленные здания от имени курфюрста Карла Теодора . 
Перечень основной лепнины Альбуччо в хронологическом порядке: 

### Ратуша Эльвангена
От имени принца-проректора Франца Георга фон Шенборн-Буххайма в 1748 году на фундаменте старой ратуши в Эльвангере началось строительство ратуши в стиле барокко. Градостроитель и архитектор Арнольд Фридрих Прал, один из сотрудников Бальтазара Неймана, также отвечал за планирование и реализацию. Интерьер с лепными работами Альбуччо был выполнен зимой 1748/49. 
Ратуша была зданием суда с 1854 года, и сегодня в ней находятся административная и гражданская палаты областного суда.  

### Замок Шветцинген
Южные круглые здания замка Шветцинген были построены между 1753 и 1755 гг. Францем Вильгельмом Рабалиатти. В этом здании, служившим охотничьим домиком, были устроены богато украшенные игровые и танцевальные залы, которые Альбуччо украшсил сценами охоты с помощью великолепной лепнины. 

### Замок Мангейм
Частная библиотека курфюрстины Элизабеты Огюст находится в скрытом углу на первом этаже дворца в стиле барокко в Мангейме. В 1755 году Николас де Пигаж спроектировал эту комнату в стиле рококо, которая, несмотря на свою богатую обстановку, не выглядит загроможденной. Штукатурные работы мастерской Альбуччо, были выполнены директором кабинета придворной живописи Филиппом Иеронимом Бринкманном в картинах розового и светло-зеленого цветов. 
Кабинетная библиотека - единственная из более чем 500 комнат замка, которая не была повреждена во время воздушных налетов во время Второй мировой войны и была сохранена в почти первоначальном состоянии. 

### Церковь иезуитов Святого Михаила во Фрайбурге (Швейцария)
С 1756 по 1771 год произошла реконструкция интерьера церкви Святого Михаила в стиле рококо , спроектированная Францем Вильгельмом Рабалиатти. В 1756/57 Альбуччо разработал лепные декорации украшенной фигурами кафедры и галереи . 
Кафедра во второй половине 20-го Век восстанавливалась несколько раз, в результате чего меры первоначальный вил во многом оказался утраченным. Ретушь материала заметно потемнела за эти годы, и появились дополнительные признаки износа штукатурного мрамора, вызванные попаданием влаги и ржавчины. Комплексное восстановление в начале XXII века устранило причины повреждения, и был восстановлен конструктивный облик кафедры.  

### Замок Йегерхоф в Дюссельдорфе-Пемпельфорте
По поручению курфюрста Карла Теодора главный строитель Иоганн Йозеф Кувен получил заказ на реконструкцию ветхого дворца Йегерхоф в Дюссельдорфе-Пемпельфорте . Мастер-строитель Пигаж также принимал участие в работе, которая продолжалась до 1762 года, а Джузеппе Антонио Альбуччо был ответственным за украшение лепных потолков. 

### Замок Бенрат
Интерьер главного здания дворца Бенрат был спроектирован с 1760 по 1773 год по проекту Пигажа. Альбуччо отвечал за украшение интерьеров, которые было в основном в стиле Луи XVI. произведены.  Около 1765 года он вместе с швейцарским штукатуром Иосифом Антоном Поцци украсил купол бального зала 840 штукатурными розетками ручной работы.   С 1760 по 1762 год он также проектировал восьмигранную восточную спальню курфюрстины с сильно структурированным, богато украшенным лепным потолком. Над покрытыми шёлковые обоями деревянными панелями он создал мощный, богатый лепной карниз с плетёной полосой роз, рокайлем, листьями и шнуром жемчуга. В широких сводах, разделенных большими картушами по углам, изображены путти, окруженные гирляндами роз и медальонами с изображениями аллегорий весны, лета, осени и зимы. Узкие участки сводов показывают натюрморты и эмблемы четырех сезонов. На поверхности потолка розовые гирлянды вытянуты в форме звезды к центру, которые соединены четырьмя путти, образуя венок. Закрытая в стене кровать, принадлежащая спальне, была так же украшена лепниной, в которой угловые своды были смоделированы сценами детей в окружении рокайля . Две овальные центральные розетки на потолке обрамлены двухобъемными листьями и цветами.